# Celeb Jihad
Celeb Jihad es un sitio web conocido por compartir vídeos y fotos privados filtrados (a menudo de contenido sexual), así como fotos falsas de famosos, como forma de sátira de la yihad. The Daily Beast lo describe como un "sitio web satírico de cotilleos sobre famosos".
El sitio web se describe a sí mismo como "un sitio web satírico que contiene rumores publicados, especulaciones, suposiciones, opiniones, ficción, así como información objetiva". El sitio enumera a su propietario como "Durka Durka Mohammad", un terrorista ficticio cuyo objetivo es "destruir la venenosa cultura de la celebridad" de Estados Unidos.
El sitio web ha participado en una serie de publicaciones de imágenes y vídeos, que en general se cree que han sido robados de teléfonos móviles pirateados, apodado "Fappening 2.0".
En agosto de 2017 publicó fotos de Lindsey Vonn, Tiger Woods, Miley Cyrus, Kristen Stewart y Katharine McPhee desnudas. La imagen de Woods y Vonn, publicada el 21 de agosto, fue suprimida en aparente reacción a amenazas legales el 23 de agosto; las imágenes de Carly Booth fueron borradas el 23 o 24 de agosto.
En noviembre de 2017 Celeb Jihad publicó imágenes desnudas de las divas de la WWE Saraya-Jade Bevis, JoJo Offerman y Maria Kanellis-Bennett, la última de una larga serie de filtraciones similares de imágenes de celebridades de la WWE. El sitio web también ha publicado fotos y vídeos falsos de desnudos de celebridades, incluidas fotos y vídeos trucados de Meghan Markle, Taylor Swift, Megan Fox y Kate Upton.